# Iglesia de San Andrés (Hildesheim)
La iglesia de San Andrés o Andreaskirche de Hildesheim, Alemania, es una iglesia gótica del siglo XIV dedicada a san Andrés el Apóstol.

## Historia
En el año 983 fue otorgado a Hildesheim, una sede episcopal a partir de 815, el importante privilegio de celebrar un mercado regularmente. Al este del Antiguo Mercado de Hildesheim, un oblongo mercado callejero, fue trazada una plaza de mercado con una capilla dedicada a San Andrés el Apóstol. En esta capilla fue levantado el catafalco del obispo Gotardo de Hildesheim después de su muerte el 5 de mayo de 1038. La primera mención por escrito de la iglesia de San Andrés de Hildesheim se refiere a dicha capilla ardiente. Entre los siglos XI y XIV Hildesheim experimentó un auge económico con un gran aumento del número de habitantes. En el año 1140 aproximadamente, la capilla de San Andrés fue ampliada y remodelada en una románica iglesia parroquial con tres naves. El auge económico de la ciudad hizo necesaria una nueva plaza de mercado más amplia. La Plaza de Mercado de hoy fue trazada a principios del siglo XIII y, poco a poco, las actividades de mercado fueron trasladadas de la plaza delante de la iglesia a la nueva plaza de mercado. Hildesheim obtuvo todos los privilegios de una ciudad en el año 1249 y se convirtió en una rica y poderosa ciudad comercial cuyos habitantes querrían una iglesia parroquial más amplia y sobre todo más alta que la catedral de Hildesheim para demostrar su poder y su riqueza frente al obispo. Se puede suponer que la iglesia de Santa María de Lübeck, otra ciudad comercial muy rica en el norte de Alemania, servía como un ejemplo. 
El nombre del arquitecto de la iglesia de San Andrés de Hildesheim sigue siendo desconocido. Las obras de construcción empezaron en el año 1389 en el este con el ábside. Un muro del edificio románico fue conservado e integrado en la nueva iglesia construida en estilo gótico. La nave del norte fue empezada en el año 1404. La nave principal y la nave del sud fueron empezadas en el año 1415. La construcción, sin embargo quedó interrumpida varias veces. La primera piedra para una torre con 116 metros de altura en el oeste de la iglesia fue colocada en el año 1503. En el año 1515, sin embargo, cuando la torre tenía 30 metros de alto, las obras fueron interrumpidas para no ser continuadas durante varios siglos.
Una fecha muy importante de la historia de la Iglesia de San Andrés de Hildesheim fue el 1 de septiembre de 1542, cuando Johannes Bugenhagen, un teólogo y consejero de Martín Lutero, predicó en la iglesia e introdujo la Reforma protestante en Hildesheim.
A partir de 1880, los habitantes de Hildesheim recolectaron fondos para la finalización de la construcción de la torre de la iglesia conforme a los proyectos de la Edad Media. Fueron continuadas las obras el 10 de noviembre de 1883, después de una pausa de 368 años y precisamente 400 años después del nacimiento de Martín Lutero, quien nació el 10 de noviembre de 1483, y fueron terminadas en el año 1887.
Durante la Segunda Guerra Mundial, la Iglesia de San Andrés sufrió leves daños por bombardeos el 22 de febrero y el 3 de marzo de 1945. El 22 de marzo de 1945, sin embargo, fue destruida completamente por otro bombardeo. Después de la guerra había un proyecto para derribar la ruina y para construir edificios residenciales en su lugar. Pero finalmente las obras de reconstrucción empezaron el 2 de mayo de 1956 en el estilo auténtico. La iglesia fue inaugurada el 29 de agosto de 1965 y en la actualidad ofrece una imagen bastante aproximada a la original con un techo de dos vertientes.

## Arquitectura
Después de la reconstrucción, la iglesia de San Andrés tiene una torre con 114,5 metros de alto, o sea la torre de iglesia más alta de Baja Sajonia. A la altura de 75 metros (364 escalones) se ubica una plataforma mirador que ofrece una vista panorámica de la ciudad y de sus alrededores. Una sala para conciertos se halla a la altura de 31 metros. 
La iglesia se compone de tres naves longitudinales y no cuenta con ninguna nave transversal.
La base de la iglesia tiene una dimensión de 80 x 35 metros. La nave principal es 28,6 metros de alto. El remate del tejado mide 43,8 metros de alto. 

## Interior
El interior corresponde al estilo gótico típico. El muro románico bien conservado con dos columnas se ubica en el oeste de la iglesia. El edificio cuenta con cinco capillas laterales en cada una de las naves.
En el interior son notables varias piedras sepulcrales de la Edad Media, la pila bautismal de bronce del año 1547 y el órgano con 63 registros y 4734 tubos de 1965. Se trata de uno de los órganos más grandes de Alemania. Las grandes ventanas de la iglesia son de 1966. La iglesia cuenta con cuatro campanas de 1632, 1725, 1738 y 1963 que se puede ver en la torre. La puerta en la base de la torre es de bronce y fue diseñada por el escultor alemán Ulrich Henn quién diseñó también la moderna fuente de bronce delante de la iglesia.

## Ubicación
La Iglesia de San Andrés está situada en la plaza de San Andrés (alemán: Andreasplatz) en el casco histórico de Hildesheim en una colina. Delante de la iglesia se ubica la fuente Bugenhagenbrunnen de bronce, diseñada en el año 1995 por el escultor alemán Ulrich Henn. La fuente cuyas esculturas explican la teología de la reforma protestante mide 7,5 metros de alto y 8 metros de diámetro.  En la Plaza de San Andrés se halla asimismo el Pan de Azúcar puesto de punta de Hildesheim, una casa con entramado de madera muy conocida, originariamente construida en 1509, destruida en 1945 y reconstruida en 2010. Otro edificio notable de la plaza de San Andrés es la Casa de la Moneda (Alte Münze) construida de arenisca en estilo gótico en el año 1530.  Las ventanas tienen los arcos apuntados típicos del siglo XVI.
La Plaza de Mercado de Hildesheim con el Ayuntamiento construido en 1268 y la Casa Gremial de los Carniceros y asimismo con otros edificios notables más se ubica a 300 metros de la Iglesia de San Andrés.

## Galería

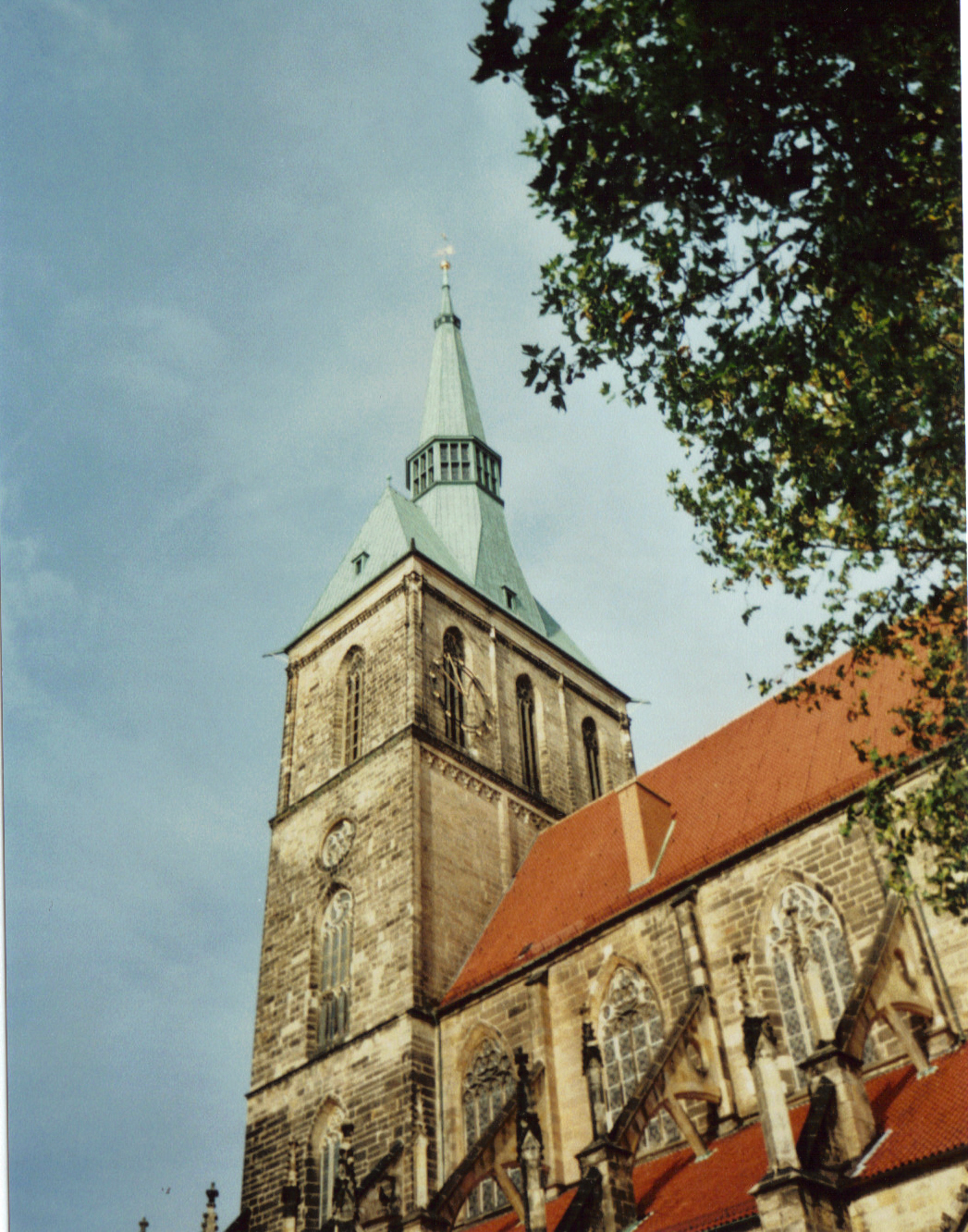
La torre mide 114,5 metros de alto
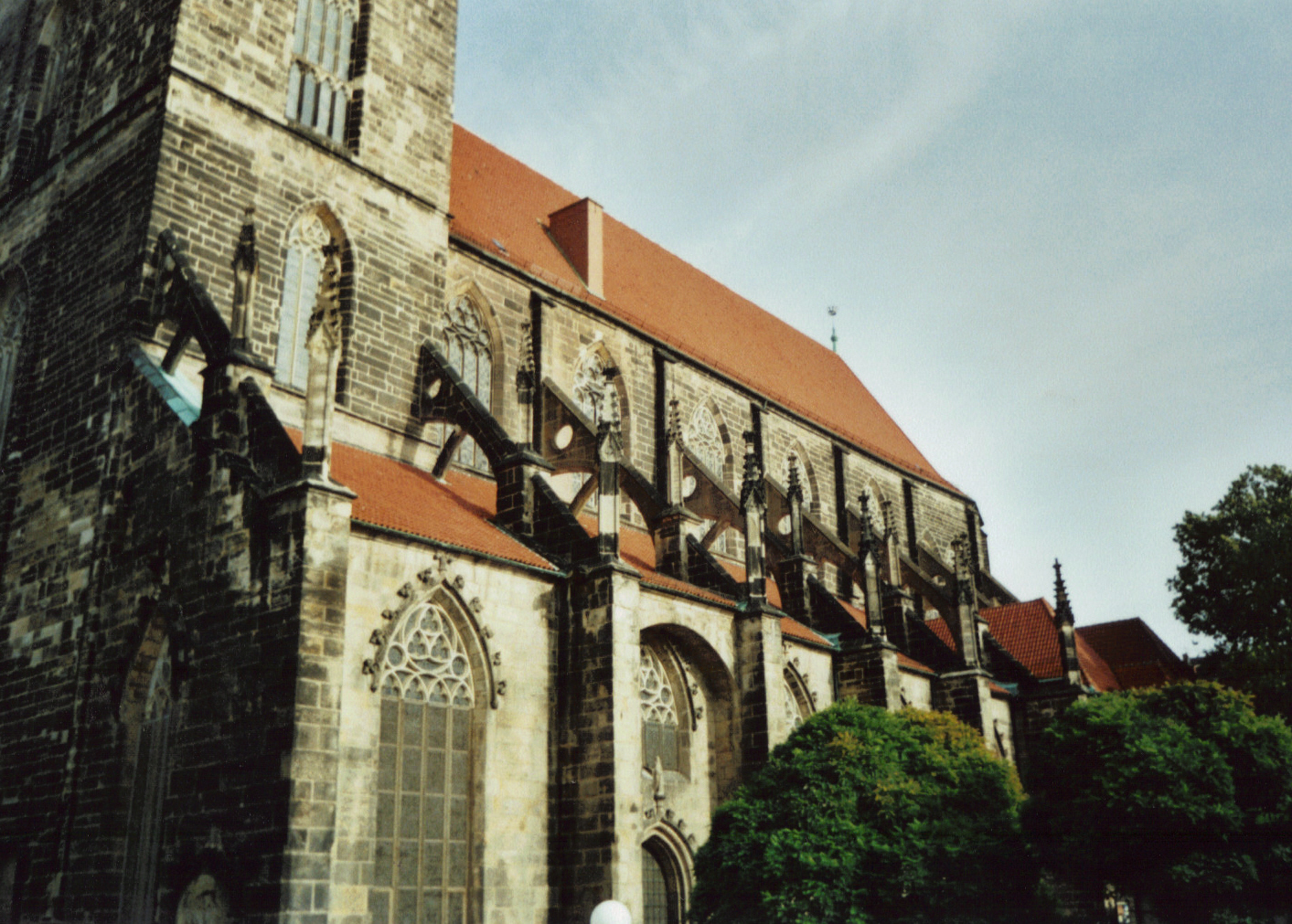
La nave
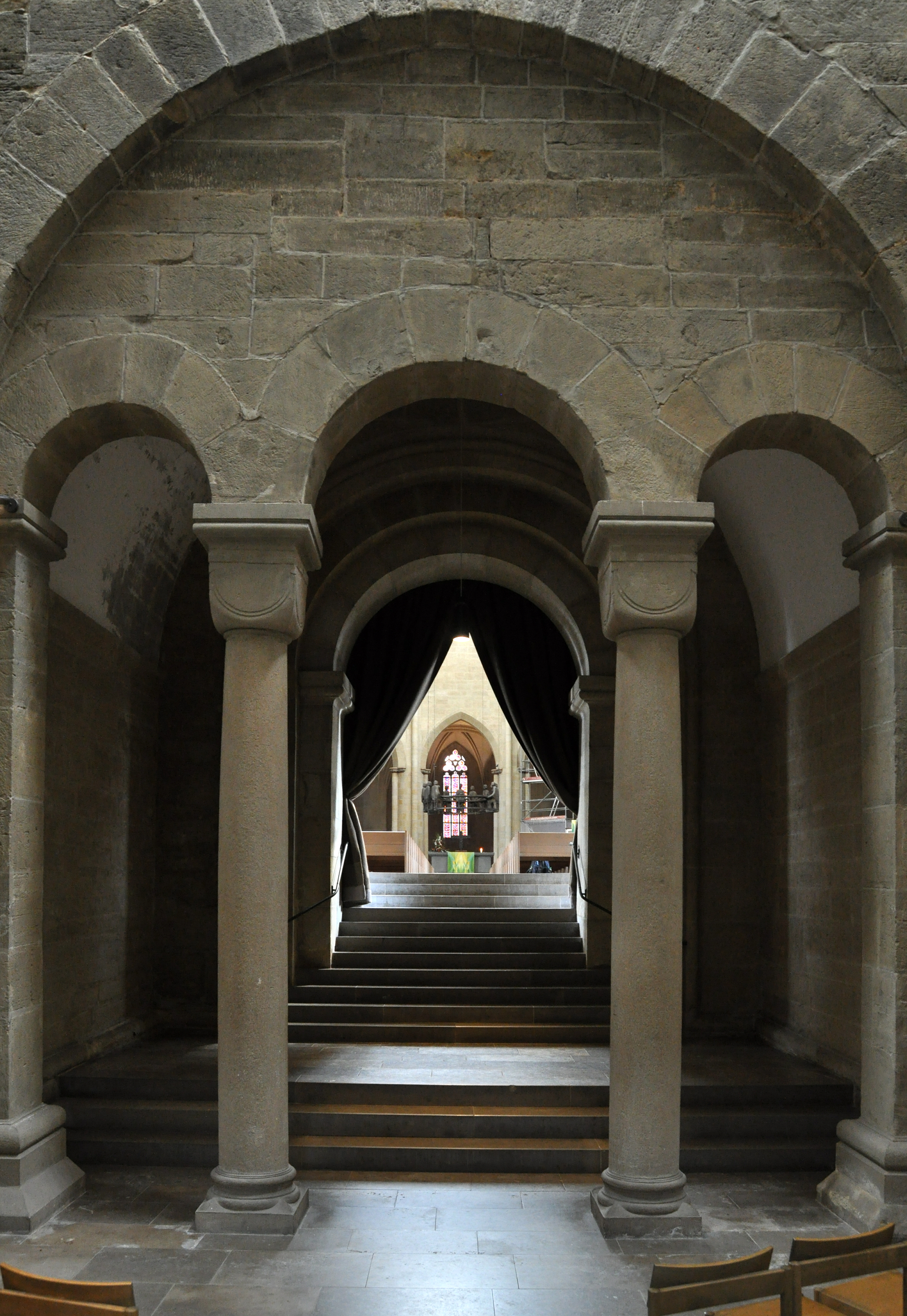
Muro románico
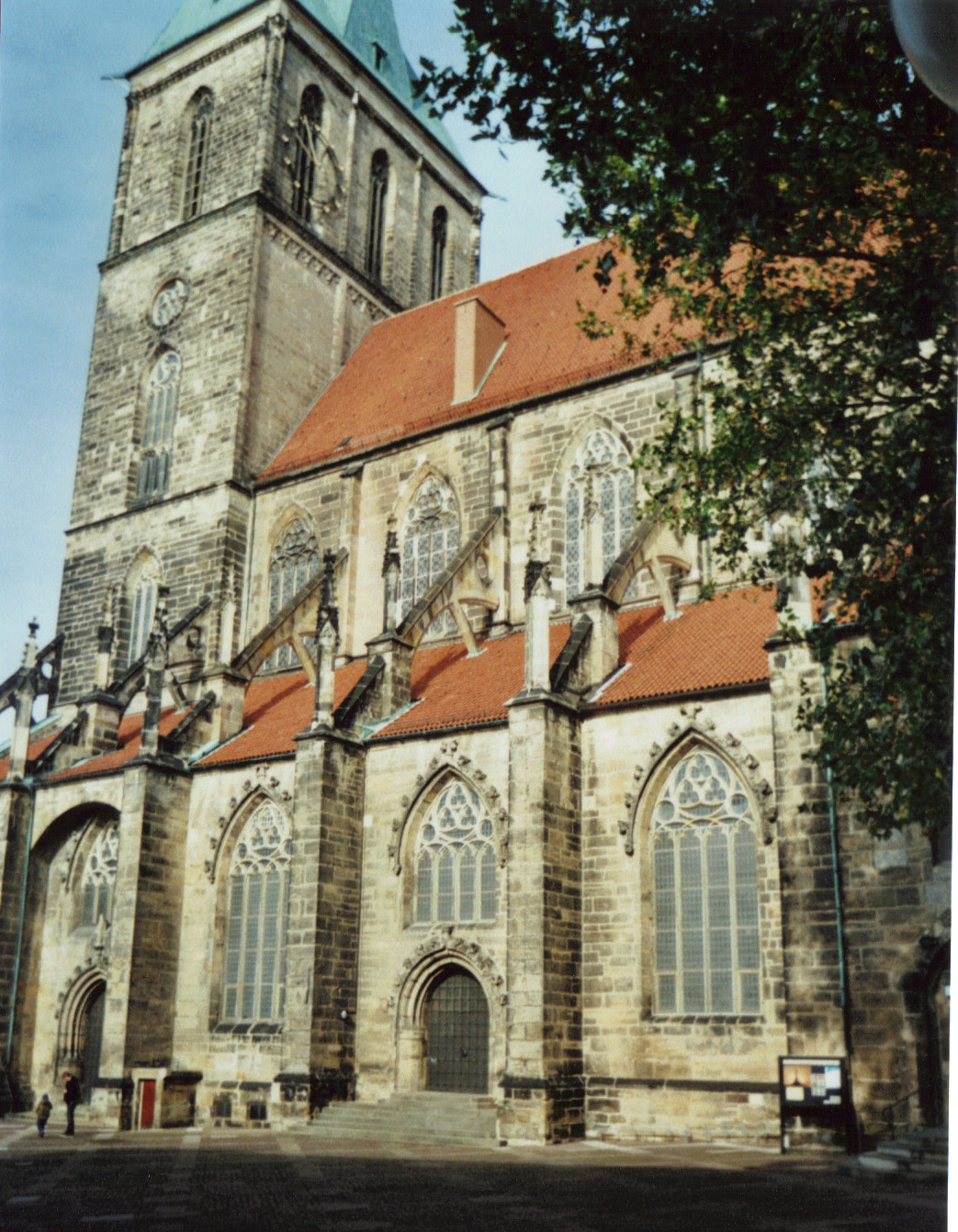
La fachada
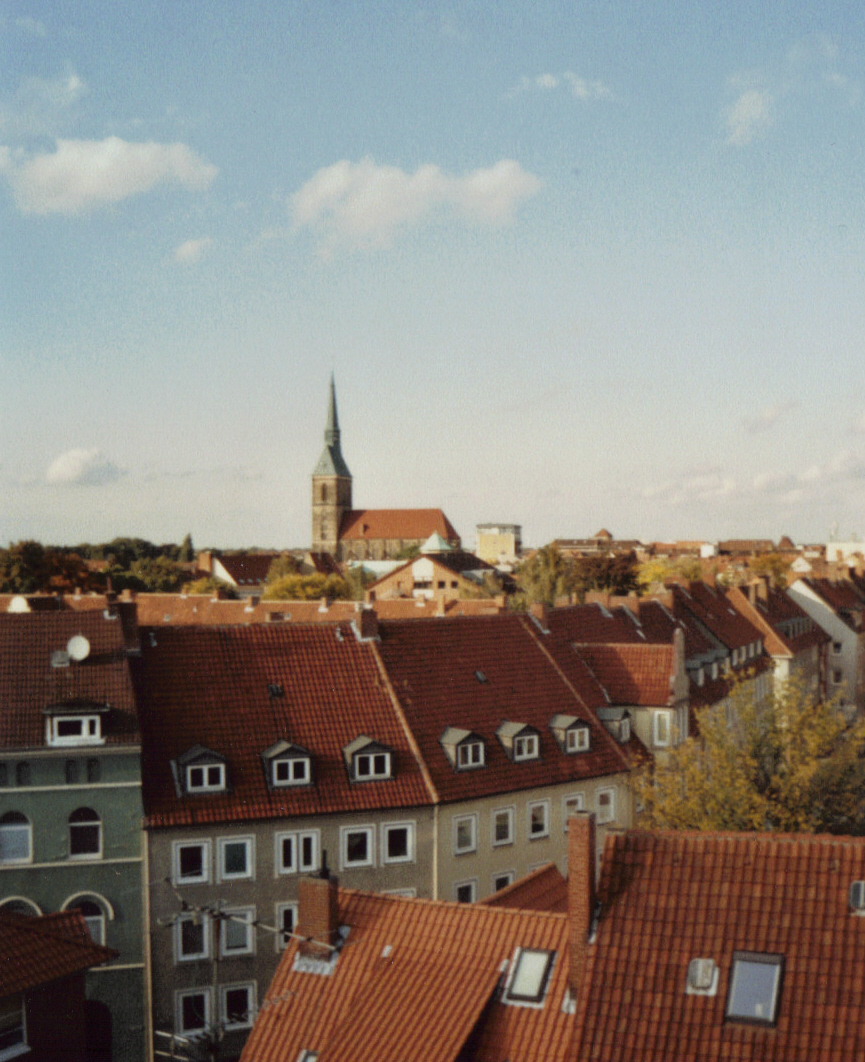
La Iglesia de San Andrés en el centro de Hildesheim